# Günter Fruhtrunk
Günter Fruhtrunk (* 1. Mai 1923 in München; † 12. Dezember 1982 ebenda) war ein abstrakter Maler und Grafiker.

## Leben und Werk

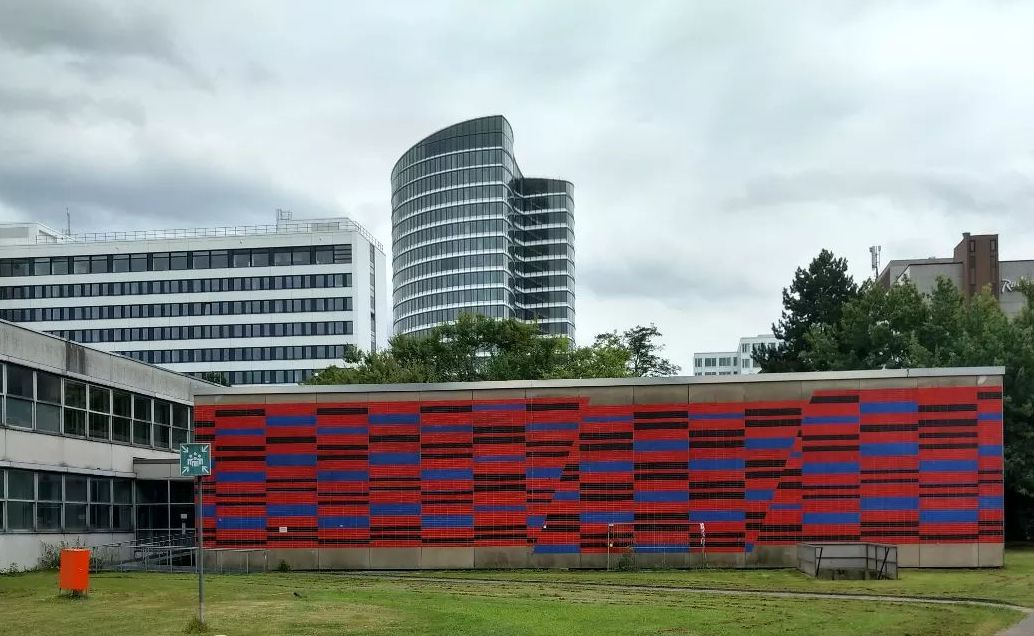
Die Panoramafreiheit ermöglicht eine Abbildung seiner Fassadengestaltung am ehemaligen Audimax der Ingenieurschule Düsseldorf (2024)

Nach dem Abitur begann Fruhtrunk ein Architekturstudium an der Technischen Hochschule in München, das er nach zwei Semestern abbrach. Als Kriegsfreiwilliger während des Zweiten Weltkrieges, von 1941 bis 1945, kam er unter anderem in Finnland zum Einsatz und erlitt mehrere schwere Verletzungen. Er begann aquarellierte Landschaften anzufertigen.
Nach dem Krieg studierte er von 1945 bis 1950 Malerei bei dem Privatdozenten, Maler und Grafiker William Straube und hatte 1947 seine erste Einzelausstellung in der Galerie „Der Kunstspiegel“ in Freiburg. 1948 traf er mit dem abstrakten Maler Willi Baumeister zusammen. 1949 tauschte er sich mit Julius Bissier aus, der ihn mit der Bedeutung der gegenstandslosen Malerei vertraut machte. Diese Treffen waren entscheidend für sein zukünftiges Schaffen und er näherte sich der gegenstandslosen Malerei an. 1951 machte er eine Studienreise nach Paris und war im darauffolgenden Jahr Mitarbeiter im Atelier von Fernand Léger.
Günter Fruhtrunk war 1954 Stipendiat des Landes Baden-Württemberg und des Gouvernement Français und zog nach Paris. Im Jahre 1955 arbeitete er im Atelier von Hans Arp mit. In der Galerie Denise René in Paris hatte er 1960 eine Einzelausstellung und erhielt 1961 vom Kulturkreis im Bundesverband der Deutschen Industrie den Prix Jean Arp. Von 1967 bis zu seinem Tode war er Professor an der Akademie der Bildenden Künste in München.
Einer konstruktivistischen Schaffensphase folgten farbintensive Bilder aus parallelen, orthogonalen oder diagonalen, farbigen, in Streifen gebündelten Vektoren. Seine Arbeiten erfuhren durch die Teilnahme an der documenta 4 breite Aufmerksamkeit. 1967 erhielt er den Burda-Preis für Malerei. Sein bekanntestes, bis 2018 millionenfach verbreitetes Werk ist das Anfang der 70er Jahre gestaltete Design der Aldi-Nord-Plastiktüte.
Die lebenslangen Schmerzen durch seine Kriegsverletzungen konnte er nur mit starken Arzneimitteln lindern, deren Namen ab und zu in den Titeln seiner Bilder wiederkehren. Fruhtrunk litt an Depression und nahm sich 1982 das Leben.
Fruhtrunks schriftlicher Nachlass wird heute im Deutschen Kunstarchiv im Germanischen Nationalmuseum in Nürnberg verwahrt. Die Günter Fruhtrunk Gesellschaft e. V. – Verein zur Förderung des Werks von Günter Fruhtrunk widmet sich seinem Werk.

## Ausstellungen
- 1947: Galerie Der Kunstspiegel, Freiburg i. Breisgau
- 1959: Französische Malerei, Wien
- 1960: Konstruktive Malerei von Malevich bis heute
- 1960: New York, Chicago, San Francisco
- 1963: Museum am Ostwall, Dortmund
- 1964: Wilhelm-Morgner-Haus, Soest
- 1965: The Responsive Eye, New York
- 1966: Tendenzen Strukturaler Kunst, Münster
- 1967: Vom Konstruktivismus zur kinetischen Kunst
- 1967: Montreal; Kinetika, Wien
- 1968: Von Mondrian zur kinetischen Kunst, Paris;
- 1968: 34. Biennale von Venedig
- 1968: 4. documenta, Kassel
- 1969: Kestnergesellschaft, Hannover
- 1970: Jetzt – ein Signal unserer Zeit, Kunsthalle Köln
- 1970: Musée d’Art Moderne de la Ville de Paris
- 1971: Moderne Galerie Otto Stangl, München
- 1973: Fruhtrunk – Bilder: 1952–1972, Städtische Galerie im Lenbachhaus, München[4]
- 1973: 21. Jahresausstellung des Deutschen Künstlerbundes, Berlin[5]
- 1981: Galerie Rüdiger Schöttle, München
- 1989: Galerie Heseler, München
- 1993: Nationalgalerie Berlin
- 1993: Städtische Galerie im Lenbachhaus München[6]
- 1995: Günter Fruhtrunk innerhalb der Ausstellung Hans Arp. Museum für Moderne Kunst München in Zusammenarbeit mit der Kunsthalle Nürnberg.[7]
- 2010: Ein konkreter Maler, Lorenzelli Arte, Mailand
- 2012: Kunstmuseum Liechtenstein
- 2013: Günter Fruhtrunk: La peinture vivante, Cambrai Museum, Cambrai
- 2017: … und dann: Treten Sie näher! Serigraphien von Günter Fruhtrunk, Galerie Der Spiegel, Köln[8]
- 2017: Günter Fruhtrunk: Gemälde, Galerie Berinson, Berlin[9]
- 2019: Günter Fruhtrunk. Aus der Reihe, Kubus der Situation Kunst, Bochum[10]
- 2019: Günter Fruhtrunk – Sammlung Maximilian und Agathe Weishaupt, Kunstmuseum Ahlen[11]
- 2023: Günter Fruhtrunk, Die Pariser Jahre (1954–1967), Lenbachhaus, München[12]
- 2023/2024: Günter Fruhtrunk, Retrospektive 1952–1982, Kunstmuseum, Bonn,[13] anschließend im Museum Wiesbaden[14]

## Werke
- Außenfassade am alten Audimax der Fachhochschule Düsseldorf, Josef-Gockeln-Straße[15][16]
- Städtische Galerie im Lenbachhaus München[17]
- Grafik Grüner Hiatus
- Unterscheidung, 1980. Galerie Walter Storms 2013.
- Ummantelung eines U-Bahnentlüfungsschachtes in München Herzog-Wilhelm-Straße/Herzogspitalstraße (1971)
- Gestaltung des Quiet Room des UN-Sicherheitsrates, zusammen mit Paolo Nestler (1979)

## Sammlungen
- Kunsthalle Bielefeld
- Kunstsammlung Deutsche Bundesbank, Frankfurt am Main
- Museum im Kulturspeicher Würzburg, Sammlung Peter C. Ruppert
- Neue Galerie (Kassel)
- Sammlung Maximilian und Agathe Weishaupt – eine der umfassendsten Zusammenstellung von Fruhtrunks Werken
- Sammlung Würth
- Staatsgalerie Stuttgart
- Städtische Galerie im Lenbachhaus, München[18]